# (15261) 1990 SV12
(15261) 1990 SV12 es un asteroide perteneciente al cinturón de asteroides, descubierto el 21 de septiembre de 1990 por Henri Debehogne desde el Observatorio de La Silla, Chile.

## Designación y nombre
Designado provisionalmente como 1990 SV12.

## Características orbitales
1990 SV12 está situado a una distancia media del Sol de 3,161 ua, pudiendo alejarse hasta 3,756 ua y acercarse hasta 2,565 ua. Su excentricidad es 0,188 y la inclinación orbital 2,278 grados. Emplea 2052,38 días en completar una órbita alrededor del Sol.
Los próximos acercamientos a la órbita de Júpiter ocurrirán el 20 de mayo de 2090, el 22 de enero de 2101 y el 4 de octubre de 2111.
Pertenece a la familia de asteroides de (24) Themis.

## Características físicas
La magnitud absoluta de 1990 SV12 es 13,64. Tiene 11,096 km de diámetro y su albedo se estima en 0,091. 